# 毛刺槐
毛刺槐（学名：Robinia hispida），又名毛洋槐，为豆科刺槐属的植物，与红花刺槐相似，原產北美，廣泛分布於中國東北南部等地區。分布於中国大陆的陕西、南京、辽宁、北京、天津等地，目前已由人工引种栽培。